# Faraj Laheeb
Faraj Laheeb (3 de outubro de 1978) é um futebolista profissional kuwaitiano que atua como atacante.

## Carreira
Faraj Laheeb representou a Seleção Kuwaitiana de Futebol, nas Olimpíadas de 2000. 